# Times Square (film, 1980)
Pour les articles homonymes, voir Times Square (homonymie).
Pour plus de détails, voir Fiche technique et Distribution.
Times Square est un film américain réalisé par Allan Moyle, sorti en 1980.

## Synopsis
Deux filles, l'une rebelle et l'autre réservée, s'échappent d'une clinique psychiatrique et développent une amitié dans les rues de New-York. Elles décident alors de mener un train de vie punk-rock délirant, avant que les autorités ne commencent activement à les rechercher, ce qui perturbe leur états mentaux déjà fragiles. 

## Fiche technique
- Titre original : Times Square
- Réalisation : Allan Moyle
- Scénario : Allan Moyle, Jacob Brackman et Leanne Unger
- Musique : Blue Weaver
- Photographie : James A. Contner
- Montage : Tom Priestley
- Production : Robert Stigwood et Jacob Brackman
- Sociétés de production : Butterfly Valley N.Y., EMI Films, Robert Stigwood Organization (RSO)
- Société de distribution : Associated Film Distribution (inédit en France)
- Pays de production :  États-Unis
- Langue : Anglais
- Format : Couleur - Dolby - 35 mm - 1.85:1
- Genre : Drame, Film musical
- Durée : 111 min
- Dates de sortie : États-Unis : 17 octobre 1980

## Distribution
- Trini Alvarado : Pamela Pearl
- Robin Johnson : Nicky Marotta
- Tim Curry : Johnny LaGuardia
- Peter Coffield : David Pearl
- Herbert Berghof : Dr. Huber
- David Margulies : Dr. Zymansky
- Anna Maria Horsford : Rosie Washington
- Michael Margotta : JoJo
- J.C. Quinn : Simon
- Tim Choate : Eastman
- Elizabeth Peña : Hôtesse disco
- Steve James : Type
- Jay Acovone : Flic en civil